# Louise N’Jie
Louise Antoinette N’Jie (auch: Louise Angela; geb. Mahoney; * 23. Januar 1922 in Barthurst; † 2. Mai 2014 in Bakau) war eine gambische Politikerin.

## Leben
Sie besuchte die Methodist Girls’ High School in Banjul und dann das Achimota College in Accra, Ghana, wo sie zur Lehrerin ausgebildet wurde. Danach unterrichtete sie 10 Jahre in Primar- und Sekundarschulen in Gambia und war ein Jahr Direktorin einer Grundschule, bevor sie in England weitere Ausbildungen genoss.
1953 war sie als eine von fünf Frauen Mitglied einer Kommission, die den britischen Gouverneur bei einer Verfassungsänderung beriet.
Nach den Parlamentswahlen 1977 wurde N’Jie, neben den gewählten Mitgliedern des Parlaments, als weiteres Mitglied ernannt.
N’Jie war unter ihrem Schwager, Präsident Dawda Jawara, von 1982 bis 1987 Ministerin für Jugend, Sport und Kultur (englisch Minister of Youth, Sport and Culture) und damit Gambias erster weiblicher Kabinettsminister. Anschließend übernahm sie bis 1988 das Ressort Gesundheit, Umwelt, Arbeit und Soziales (englisch Minister of Health, Environment, Labour and Social Welfare).

## Familie
Louise N’Jie gehörte der Bevölkerungsgruppe der Aku an und war Mitglied einer Familie, die das politische und soziale Leben in Gambia prägte.
Sie kam als drittältestes Kind des Politikers Sir John Andrew Mahoney (1883–1966) und der Politikerin Hannah Mahoney (1884–1974) zur Welt. Der Politiker Edward Francis Small war ein Halbbruder ihrer Mutter.
Louise N’Jie hatte vier Geschwister:
- John Andrew (1919–2012) war Mediziner und mit der Historikerin Florence Mahoney verheiratet.
- Priscilla (geb. um 1920/1921), heiratete Louis Francis Valantine, der 1965 bis 1968 Hochkommissar Gambias in Großbritannien war.[9]
- James Mahoney (geb. um 1923) war Anwalt und lebte in Großbritannien und Sierra Leone.[10]
- Hannah Augusta (Augusta Jawara) (1924–1981) war ebenfalls Politikerin und heiratete den späteren Präsidenten Gambias, Dawda Jawara (1924–2019).

Louise N’Jie heiratete den ersten gambischen Zahnarzt oder Chirurgen Denis/Dennis N’Jie. Sie hatte mit ihm einen Sohn, Koblah (gest. 1997).